# Técnicas de interrogatório reforçadas

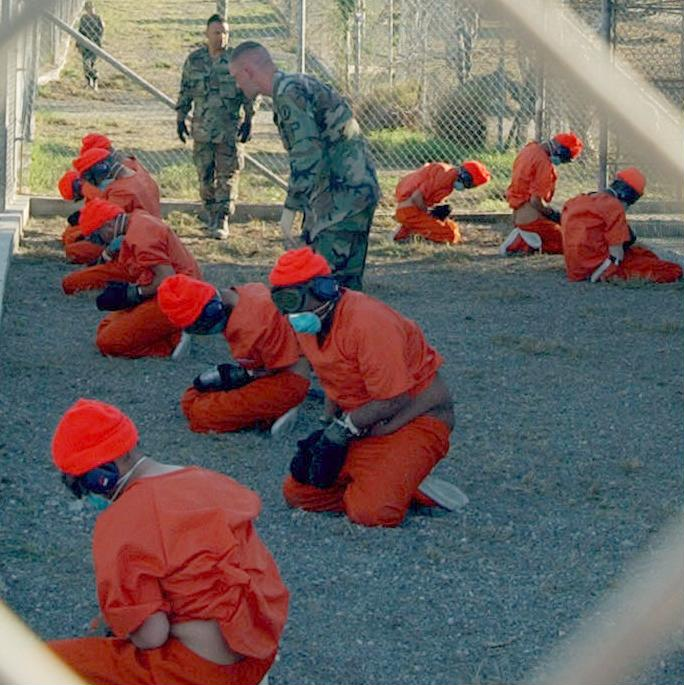
Detentos no Camp X-Ray do centro de detenção de Guantánamo, onde técnicas de interrogatório reforçadas foram utilizadas

"Técnicas de interrogatório reforçadas" ou "interrogatório reforçado"  foi um programa de tortura sistemática de detentos conduzido pela Agência Central de Inteligência (CIA), pela Agência de Inteligência de Defesa (DIA) e por diversos componentes das Forças Armadas dos EUA em locais remotos ao redor do mundo — incluindo Abu Ghraib, Bagram, Bucareste e Baía de Guantánamo — autorizado por autoridades do governo de George W. Bush. Os métodos utilizados incluíam espancamentos, imobilização em posições de estresse contorcidas, uso de capuzes, exposição a ruídos ensurdecedores, interrupção do sono, privação do sono até o ponto de alucinação, privação de comida, água e cuidados médicos para ferimentos, bem como afogamento simulado, choques contra paredes (walling), humilhação sexual, estupro, agressão sexual, exposição a temperaturas extremas de calor ou frio e confinamento em pequenas caixas semelhantes a caixões. Os desenhos de um detento de Guantánamo retratando algumas dessas torturas, às quais ele próprio foi submetido, foram publicados no The New York Times. Algumas dessas técnicas se enquadram na categoria conhecida como “tortura da sala branca”. Vários detentos foram submetidos a “reidratação retal”, “ressuscitação com fluido retal” e “alimentação retal”, procedimentos considerados medicamente desnecessários. Além da brutalização dos detentos, também houve ameaças contra suas famílias, incluindo ameaças de ferir crianças, abusar sexualmente ou cortar a garganta das mães dos prisioneiros.
O número de detentos submetidos a esses métodos nunca foi estabelecido de forma definitiva, nem quantos morreram como resultado do regime de interrogatório, embora esse número possa chegar a 100. A CIA admite ter usado afogamento simulado em três pessoas implicadas nos ataques de 11 de setembro: Abu Zubaydah, Khalid Sheikh Mohammed e Mohammed al-Qahtani. Um Comitê de Inteligência do Senado dos EUA encontrou fotografias de um afogamento simulado rodeado de baldes de água na prisão de Salt Pit, onde a CIA havia alegado que essa técnica nunca foi usada. Ex-guardas e ex-detentos de Guantánamo afirmaram que mortes classificadas na época pelo Exército dos EUA como suicídios foram, na verdade, homicídios sob tortura. Nenhuma acusação de assassinato foi feita por esses casos ou pelos homicídios reconhecidos como consequência de tortura em Abu Ghraib e Bagram.
Desde o início, houve preocupações e alegações de que o “interrogatório reforçado” violava os estatutos antitortura dos EUA ou leis internacionais, como a Convenção das Nações Unidas contra a Tortura. Em 2005, a CIA destruiu fitas de vídeo que mostravam prisioneiros sendo interrogados sob tortura. A justificativa interna foi que as imagens eram tão horríveis que seriam “devastadoras para a CIA” e que “o problema causado pela destruição [das fitas] não seria nada comparado ao que aconteceria se elas chegassem ao domínio público”. O relator especial das Nações Unidas sobre tortura, Juan Mendez, declarou que o afogamento simulado é uma tortura — “imoral e ilegal” e, em 2008, cinquenta e seis membros do Partido Democrata no Congresso dos EUA pediram uma investigação independente.
Autoridades americanas e europeias, incluindo o antigo director da CIA Leon Panetta, ex-agentes da CIA, um procurador de Guantánamo e um juiz de um tribunal militar, classificaram o “interrogatório reforçado” como um eufemismo para tortura. Em 2009, tanto o presidente Barack Obama como o procurador-geral Eric Holder afirmaram que certas técnicas equivalem a tortura e repudiaram a sua utilização. Eles recusaram processar a CIA, o Departamento de Defesa dos EUA ou os funcionários da administração Bush que autorizaram o programa, deixando em aberto a possibilidade de convocar uma "comissão da verdade" investigativa para o que o presidente Obama chamou de uma “prestação de contas adicional”.
Em julho de 2014, o Tribunal Europeu dos Direitos Humanos decidiu formalmente que o “interrogatório reforçado” equivalia à tortura e ordenou que a Polônia pagasse indenizações a homens torturados em um local clandestino da CIA no país. Em dezembro de 2014, o Senado dos EUA publicou cerca de 10% do relatório do Comitê de Inteligência do Senado sobre a tortura da CIA, um documento que detalha o uso da tortura pela agência durante o governo de George W. Bush.